# زوک (صحرای غربی)
زوک یک منطقهٔ مسکونی در صحرای غربی است که در جمهوری دموکراتیک عربی صحرا واقع شده‌است. زوک ۲۱۲ متر یعنی ۶۹۶ پا بالاتر از سطح دریا واقع شده‌است.زوک پنج خواهر خوانده دارد.شهرهای مدینا دل کامپو، تورلاوگا، ماراثنا، والدمورو و زامبیا خواهرخوانده‌های زوک (صحرای غربی) هستند.

## خواهرخوانده
شهرهای مدینا دل کامپو، تورلاوگا، ماراثنا، والدمورو و Zumaia خواهرخوانده‌های زوک (صحرای غربی) هستند.